# Успение Богородично и Вси Светии (Лондон)
„Успение Богородично и Вси Светии“ (на английски: Cathedral of the Dormition of the Mother of God and all Saints; на руски: Собор Успения Божией Матери и Всех Святых, Успенский собор) е настояща руска православна катедрала и бивша англиканска църква в Лондон, намираща се на адрес 67 Ennismore Gardens, London SW7 1NH.
Това е главният храм на Сурожката епархия (Diocese of Sourozh, Сурожская епархия) на Руската православна църква на островите Великобритания и Ирландия. В него се помещава администрацията на епархията.
Пак в Лондон има друга руска катедрала с почти същото име: „Успение Богородично и свети царствени мъченици“ („Собор Успения Пресвятой Богородицы и святых Царственных мучеников“; Cathedral of the Dormition of the Most Holy Mother of God and Holy Royal Martyrs), намираща се в квартал „Чизик“, боро Хаунслоу. Тя е главният храм на Великобританската и Ирландска епархия на Руската православна църква зад граница, която също е част от РПЦ.
Строителството на храма по проект на архитект Люис Вулиами (Lewis Vulliamy) започва през 1848 г. Той е завършен и осветен следващата 1849 г. като енорийска англиканска църква под името „Вси светии“. Западната фасада е престроена през 1892 г. от арх. Чарлс Харисън Таунсенд (Charles Harrison Townsend).
След повече от век – през 1955 г., енорията на „Вси светии“ е присъединена към друга англиканска енория и църквата е предадена за ползване от Руската православна църква. Осветена е като православна църква през 1956 г. и е посветена на Успението на пресвета Богородица. Сурожката епархия изкупува сградата със собствени средства през 1978 г.